# Европско првенство у атлетици на отвореном 1990 — 110 метара препоне за мушкарце
Трка на 110 метара са препонама у мушкој конкуренцији на Европском првенству у атлетици 1990. у Сплиту одржана је 30. и 31. августа на стадиону Пољуд.
Титулу освојену 1986. у Штутгарту, бранио је Стефан Каристан из Француске.

## Земље учеснице
Учествовала је 20 такмичарка из 10 земаља. 
1. Аустрија (1)
2. Западна Немачка (3)
3. Ирска (1)
4. Италија (3)
5. Југославија (1)
6. Мађарска (1)
7. Пољска (1)
8. Португалија (1)
9. Румунија (1)
10. Совјетски Савез (3)
11. Турска (1)
12. Уједињено Краљевство (3)
13. Финска (2)
14. Француска (3)
15. Чехословачка (1)
16. Швајцарска (1)
17. Шпанија (2)

## Рекорди
| Рекорди пре почетка Европског првенства 1990.     | Рекорди пре почетка Европског првенства 1990. | Рекорди пре почетка Европског првенства 1990. | Рекорди пре почетка Европског првенства 1990. | Рекорди пре почетка Европског првенства 1990. | Рекорди пре почетка Европског првенства 1990. |
| ------------------------------------------------- | --------------------------------------------- | --------------------------------------------- | --------------------------------------------- | --------------------------------------------- | --------------------------------------------- |
| Светски рекорд                                    | Роџер Кингдом                                 | Сједињене Државе                              | 12,92                                         | Цирих, Швајцарска                             | 16. август 1989                               |
| Европски рекорд                                   | Колин Џексон                                  | Велика Британија                              | 13,08                                         | Окланд, Аустралија                            | 28. јануар 1990.                              |
| Рекорди Европских првенстава                      | Стефан Каристан                               | Француска                                     | 13,20                                         | Штутгарт, Западна Немачка                     | 30. август 1986.                              |
| Светски рекорд сезоне                             | Колин Џексон                                  | Велика Британија                              | 13,08                                         | Окланд, Аустралија                            | 28. јануар 1990.                              |
| Европски рекорд сезоне                            | Колин Џексон                                  | Велика Британија                              | 13,08                                         | Окланд, Аустралија                            | 28. јануар 1990.                              |
| Рекорди после завршетка Европског првенства 1990. |                                               |                                               |                                               |                                               |                                               |
| Рекорди Европских првенстава                      | Колин Џексон                                  | Велика Британија                              | 13,18                                         | Сплит, Југославија                            | 31. август 1990.                              |

## Најбољи резултати у 1990. години
Најбрже европски атлетичари 1990. године на 110 метара са препонама пре почетка европског првенства (26. августа 1990) заузимали су следећи пласман на европској и светској ранг листи (СРЛ).
| 1.  | Колин Џексон        | Велика Британија | 13,08 | 28. јануар | 1. СРЛ  |
| 2.  | Тони Џарет          | Велика Британија | 13,22 | 16. јул    | 4. СРЛ  |
| 3.  | Philippe Tourret    | Француска        | 13,28 | 12. август | 9. СРЛ  |
| 4.  | Томаз Нагорка       | Пољска           | 13,35 | 15. август | 12. СРЛ |
| 5.  | Florian Schwarthoff | Западна Немачка  | 13,37 | 19. мај    | 13. СРЛ |
| 6.  | Игор Казанов        | Совјетски Савез  | 13,41 | 6. јул     | 15. СРЛ |
| 7.  | Dietmar Koszewski   | Западна Немачка  | 13,41 | 28. јул    | 15. СРЛ |
| 8.  | Стефан Каристан     | Француска        | 13,42 | 16. јун    | 17. СРЛ |
| 9.  | Нигел Вокер         | Велика Британија | 13,51 | 3. август  | 20. СРЛ |
| 10. | Stefan Mattern      | Западна Немачка  | 13,60 | 15. јул    | 23. СРЛ |
|     |                     |                  |       |            |         |
|     | Недељко Вишњић      | Југославија      |       |            |         |

Такмичарке чија су имена подебљана учествовале су на ЕП.

## Освајачи медаља
|                                   |                                 |                                   |
| Колин Џексон Уједињено Краљевство | Тони Џарет Уједињено Краљевство | Dietmar Koszewski Западна Немачка |

## Резултати

### Квалификације
Одржано 30. августа. За полуфинале су се квалификовали по три првопласирана из све четири квалификационе групе (КВ), и 4 на основу постигнутог резултата (кв).
ветар: 1. група -0,8 м/с; 2. група -0,9 м/с; 3. група -1,2 м/с; 4. група -1 м/с
| Место | Група | Атлетичар           | Земља                | Резултат | Белешка |
| ----- | ----- | ------------------- | -------------------- | -------- | ------- |
| 1.    | 2     | Тони Џарет          | Уједињено Краљевство | 13,53    | КВ      |
| 2.    | 1     | Колин Џексон        | Уједињено Краљевство | 13,63    | КВ      |
| 3.    | 3     | Philippe Tourret    | Француска            | 13,70    | КВ      |
| 4.    | 2     | Dietmar Koszewski   | Западна Немачка      | 13,73    | КВ      |
| 5.    | 1     | Antti Haapakoski    | Финска               | 13,77    | КВ      |
| 6.    | 2     | Carles Sala         | Шпанија              | 13,78    | КВ      |
| 7.    | 3     | Нигел Вокер         | Уједињено Краљевство | 13,82    | КВ      |
| 8.    | 2     | Владимир Шишкин     | Совјетски Савез      | 13,83    | кв      |
| 9.    | 3     | Игор Казанов        | Совјетски Савез      | 13,83    | КВ      |
| 10.   | 4     | Томаз Нагорка       | Пољска               | 13,87    | КВ      |
| 11.   | 1     | Сергеј Усов         | Совјетски Савез      | 13,90    | КВ      |
| 12.   | 4     | Sébastien Thibault  | Француска            | 13,90    | КВ      |
| 13.   | 4     | Florian Schwarthoff | Западна Немачка      | 13,94    | КВ      |
| 14.   | 4     | Thomas Kearns       | Ирска                | 13,97    | кв      |
| 15.   | 3     | Marco Todeschini    | Италија              | 13,98    | кв      |
| 16.   | 4     | Laurent Ottoz       | Италија              | 14,01    | кв      |
| 17.   | 3     | Stefan Mattern      | Западна Немачка      | 14,03    |         |
| 18.   | 4     | Игор Ковач          | Чехословачка         | 14,06    |         |
| 19.   | 2     | Kai Kyllönen        | Финска               | 14,09    |         |
| 20.   | 2     | Paulo Barrigana     | Португалија          | 14,10    |         |
| 21.   | 3     | György Bakos        | Мађарска             | 14,12    |         |
| 22.   | 1     | Хервиг Ретл         | Аустрија             | 14,23    |         |
| 23.   | 1     | Недељко Вишњић      | Југославија          | 14,24    |         |
| 24.   | 1     | Gheorghe Boroi      | Румунија             | 14,39    |         |
| 25.   | 1     | Fabien Niederhäuser | Швајцарска           | 14,60    |         |
|       | 1     | Стефан Каристан     | Француска            | НЗ       |         |
|       | 2     | Gianni Tozzi        | Италија              | Диск.    |         |
|       | 4     | Рухан Ишим          | Турска               | Диск.    |         |

### Полуфинале
Такмичење је одржано 30. августа. У финале су се пласирала четири првопласирана такмичара из обе полуфиналне групе (КВ).

ветар:1. пф 0 м/с: 2. пф 0 м/с
| Место | ПФ | Атлетичар           | Земља                | Резултат | Белешка |
| ----- | -- | ------------------- | -------------------- | -------- | ------- |
| 1.    | 2  | Philippe Tourret    | Француска            | 13,38    | КВ      |
| 2.    | 1  | Тони Џарет          | Уједињено Краљевство | 13,45    | КВ      |
| 3.    | 2  | Томаз Нагорка       | Пољска               | 13,46    | КВ      |
| 4.    | 1  | Dietmar Koszewski   | Западна Немачка      | 13,51    | КВ      |
| 5.    | 2  | Колин Џексон        | Уједињено Краљевство | 13,52    | КВ      |
| 6.    | 1  | Игор Казанов        | Совјетски Савез      | 13,58    | КВ      |
| 7.    | 2  | Сергеј Усов         | Совјетски Савез      | 13,58    | КВ      |
| 8.    | 2  | Florian Schwarthoff | Западна Немачка      | 13,59    |         |
| 9.    | 2  | Carles Sala         | Шпанија              | 13,61    |         |
| 10.   | 1  | Владимир Шишкин     | Совјетски Савез      | 13,66    | КВ      |
| 11.   | 1  | Antti Haapakoski    | Финска               | 13,78    |         |
| 12.   | 2  | Нигел Вокер         | Уједињено Краљевство | 13,84    |         |
| 13.   | 2  | Marco Todeschini    | Италија              | 13,87    |         |
| 14.   | 1  | Laurent Ottoz       | Италија              | 13,97    |         |
| 15.   | 1  | Thomas Kearns       | Ирска                | 14,14    |         |
| 16.   | 1  | Sébastien Thibault  | Француска            | 14,19    |         |

### Финале
Финале је одржано 31. августа.

ветар: 2,0 м/с
| Пласман | Атлетичар         | Земља                | Резултат | Белешка |
| ------- | ----------------- | -------------------- | -------- | ------- |
|         | Колин Џексон      | Уједињено Краљевство | 13,18    | РЕП     |
|         | Тони Џарет        | Уједињено Краљевство | 13,21    |         |
|         | Dietmar Koszewski | Западна Немачка      | 13,50    |         |
| 4       | Томаз Нагорка     | Пољска               | 13,55    |         |
| 5       | Владимир Шишкин   | Совјетски Савез      | 13,55    |         |
| 6       | Philippe Tourret  | Француска            | 13,61    |         |
| 7       | Сергеј Усов       | Совјетски Савез      | 13,65    |         |
| 8       | Игор Казанов      | Совјетски Савез      | НЗ       |         |